# Trenul de Paddington
Trenul de Padddington este un roman polițist scris de scriitoarea britanică Agatha Christie. Apărut în anul 1957, o are ca protagonistă pe Miss Marple. A fost publicat și sub titlurile 4.50 from Paddington, What Mrs. McGillicuddy Saw sau Murder she Said.

## Sinopsis
Un bărbat a strangulat o femeie într-un tren. „Am văzut!” declară doamna McGillicuddy, o femeie cu picioarele pe pământ, prea puțin predispusă spre halucinații - însă când e martoră la o crimă și mărturisește ce a văzut, nimeni nu o crede. Fără alt martor și nici un cadavru, ea apelează la singura persoană care o poate ajuta. Cum poate însă Miss Marple să rezolve o crimă care, aparent, nici nu s-a petrecut? Este una dintre cele mai cunoscute cărți ale autoarei, în care, pentru prima și ultima oară apare un personaj care a încântat critica - Lucy Eyelesbarrow - un ajutor de nădejde al lui Miss Marple în soluționarea crimei.

## Ecranizări
- Crimă a spus ea (1961)